# 馬科米亞區

馬科米亞區（葡萄牙語：Macomia），是莫桑比克的行政區，位於該國北部，由德爾加杜角省負責管轄，首府設於馬科米亞，面積4,252平方公里，2015年人口91,033，人口密度每平方公里21人。